# کودتای اوت
نیروهای تندرو در کادر رهبری شوروی در ۱۹۹۱ کودتای اوت را سازمان دادند و تلاش کردند گورباچف را از قدرت عزل کنند و اجازه ندهند معاهده اتحاد جدید را امضا کند. از مهم‌ترین رهبران کودتا گنادی یانایف معاون گورباچف و عضو پولیت بورو بود. در همین موقع گورباچف سه روز را (از ۱۹ اوت تا ۲۱ اوت) در حبس خانگی در یک ویلا در کریمه گذراند، و پس از آن آزاد شد و به قدرت برگشت. با این حال وی به محض بازگشت به قدرت متوجه شد که نه نهادهای قدرت اتحاد جماهیر شوروی و نه حتی روسیه به فرمان‌های او عمل نمی‌کنند و در عوض یلتسین است که قدرت دارد.
در ضمن گورباچف مجبور شد که بسیاری از اعضای دفتر سیاسی را اخراج کند و بسیاری از آنان را دستگیر کند. «گروه هشت» شامل هشت نفر رهبران کودتا بودند که دستگیر شدند. هدف گورباچف این بود که حزب کمونیست اتحاد شوروی را متحد نگاه دارد، اما آن را بیشتر به سوی سوسیال دموکراسی سوق دهد. اما تناقضات زیادی در این برنامه وجود داشت. او در عین حال از لنین تمجید می‌کرد، سیستم اجتماعی سوئد را ستایش می‌کرد و قصد داشت به زور نیروهای نظامی دولت‌های بالتیک را درون شوروی حفظ کند.